# 4680 Lohrmann
4680 Lohrmann је астероид главног астероидног појаса са средњом удаљеношћу од Сунца која износи 2,309 астрономских јединица (АЈ).
Апсолутна магнитуда астероида је 14,2.